# Hat (album)
A Hat a Junkies együttes hatodik albuma, mely 2003-ban jelent meg a Warner-Magneoton kiadó gondozásában.

## Számlista
1. Üzenet a föld alól
2. Ahogy én akarom
3. Olga
4. Szomjasak vagyunk
5. Hókuszpókusz
6. Miért ne?
7. Apám vegyél nekem egy lakást
8. Nem hagyom magam
9. Halacska
10. Hot Dog
11. Make Me Perfect
12. Látszatdal
13. Szabad a pálya